# 宝珠宗宝珠会
寳珠宗寳珠会（ほうじゅしゅうほうじゅかい）は日本の宗教法人。佐賀県佐賀市に本部を置く。

## 概要
1986年2月に開祖・開俊久により設立。かつては泰道を名乗り、宗教団体ではないと称していた。本源（ほんげん）を御本尊としており、手かざしで病気が治る・幸せになれるといった健康クラブのような教義を行っている。

## 裁判
前身であった泰道時代に最盛期２万人とも言われた会員から一人140万円の費用を集めていたことで社会問題化し、「騙された」とする佐賀・長崎・福岡などの被害者約100人が損害賠償を求めて起こした集団訴訟で敗訴。約1億5000万円の支払いを命じられている。